# Río Antas
Río Antas este o arie protejată (arie specială de conservare — SAC, sit de importanță comunitară — SCI) din Spania întinsă pe o suprafață de 50,98 ha, integral pe uscat.

## Localizare
Centrul sitului Río Antas este situat la coordonatele 37°12′24″N 1°49′45″W / 37.2066°N 1.8293°V.

## Înființare
Situl Río Antas a fost declarat sit de importanță comunitară în aprilie 1999 pentru a proteja 33 de specii de animale. Situl a fost protejat și ca arie specială de conservare în ianuarie 2015.

## Biodiversitate
Situată în ecoregiunea mediteraneană, aria protejată conține 13 habitate naturale: Tufărișuri halo-nitrofile (Pegano-Salsoletea), Dune cu vegetație ierboasă Malcolmietalia, Pseudostepă cu ierburi și specii anuale de Thero-Brachypodietea, Dune de pe litoral fixate cu Crucianellion maritimae, Tufărișuri termo-mediteraneene și de pre-deșert, Pășuni mediteraneene udate de apa mării (Juncetalia maritimi), Râuri mediteraneene cu debit intermitent, cu specii de Paspalo-Agrostidion, Matorral arborescenți cu Zyziphus, Vegetație anuală la limita mareei, Stepe sărăturate mediteraneene (Limonietalia), Galerii și tufărișuri riverane sudice (Nerio-Tamaricetea și Securinegion tinctoriae), Râuri mediteraneene cu debit permanent și vegetație de Glaucium flavum, Tufărișuri halofile mediteraneene și termo-atlantice (Sarcocornetea fruticosi).
La baza desemnării sitului se află mai multe specii protejate:
- păsări (31): pescăruș albastru (Alcedo atthis), rață pitică (Anas crecca), rață mare (Anas platyrhynchos), stârc roșu (Ardea purpurea), rață-cu-cap-castaniu (Aythya ferina), rață roșie (Aythya nyroca), Calidris alba, fugaci mic (Calidris minuta), bătăuș (Calidris pugnax), prundăraș de sărătură (Charadrius alexandrinus), erete de stuf (Circus aeruginosus), egretă mică (Egretta garzetta), lișiță (Fulica atra), Fulica cristata, găinușă de baltă (Gallinula chloropus), piciorong (Himantopus himantopus), Larus audouinii, pescăruș negricios (Larus fuscus), pescăruș-cu-cap-negru (Larus melanocephalus), Larus michahellis, pescăruș râzător (Larus ridibundus), stârc de noapte (Nycticorax nycticorax), Oxyura leucocephala, cormoran mare (Phalacrocorax carbo carbo), flamingo roz (Phoenicopterus roseus), țigănuș (Plegadis falcinellus), Porphyrio porphyrio porphyrio, ciocântors (Recurvirostra avosetta), Spatula clypeata, corcodel mic (Tachybaptus ruficollis), chiră de mare (Thalasseus sandvicensis)
- nevertebrate (1): Coenagrion mercuriale
- reptile (1): Testudo graeca

Pe lângă speciile protejate, pe teritoriul sitului au mai fost identificate 2 specii de plante.